# Johan Frederik Steffensen
Johan Frederik Steffensen (Copenhague, 28 de fevereiro de 1873 – 20 de dezembro de 1961) foi um matemático, estatístico e atuário dinamarquês, que conduziu pesquisas nas áreas de diferenças finitas e interpolação. Foi professor de ciências atuariais de 1923 a 1943 na Universidade de Copenhague.

## Publicações
- Factorial moments and discontinuous frequency-functions. Uppsala: Almqvist & Wiksells Boktryckeri-A.B. 1923; 89 pages
- Interpolation. London: Williams & Wilkins. 1927[1]

## Obituário
- Nordlund N. E. (1962). «Johan Frederik Steffensen in memoriam». Nordisk Matematisk Tidsskrift. 10: 105–107